# Économie de la Bourgogne

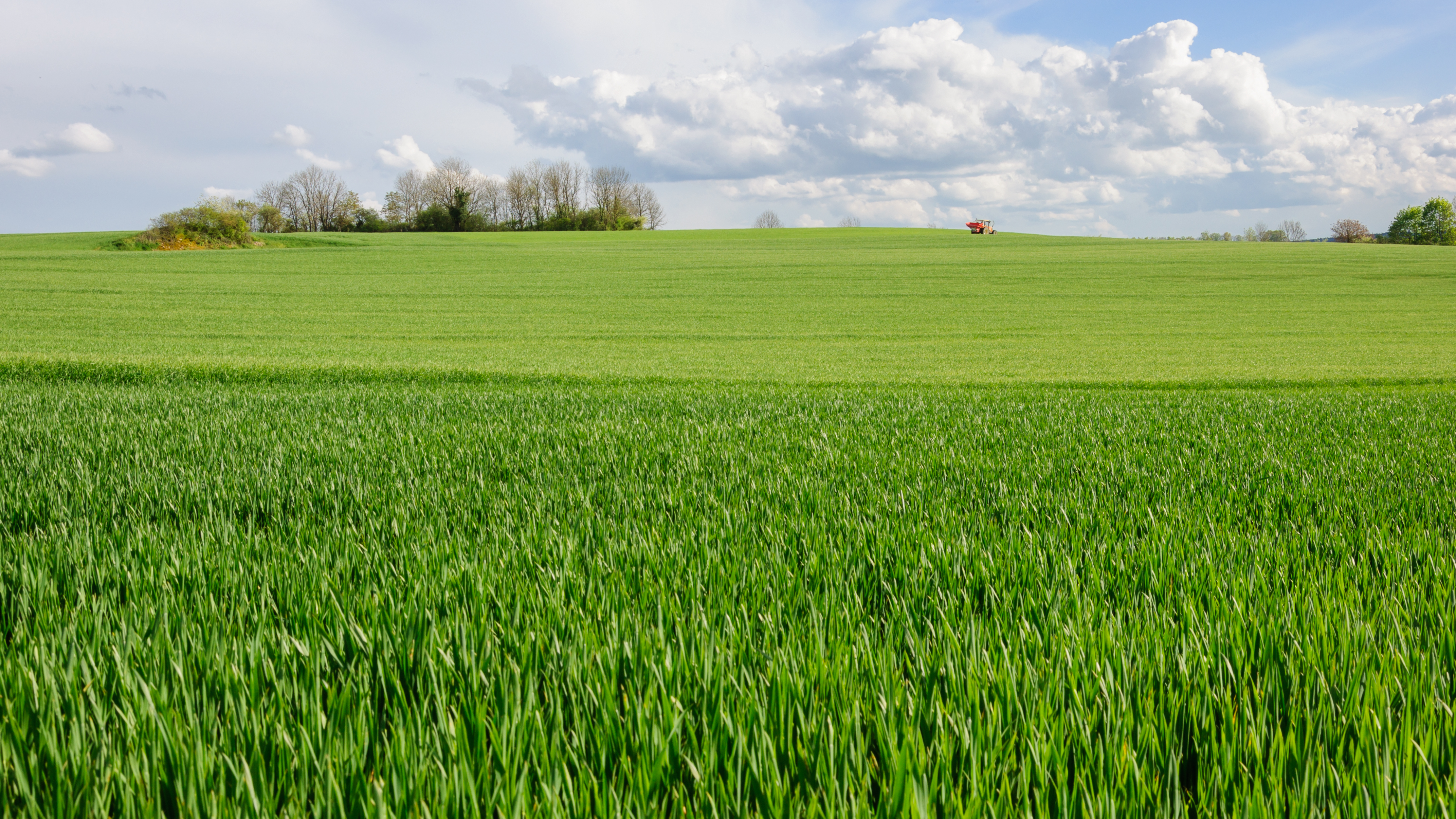
Champ de blé en Côte-d'Or

L'agriculture bourguignonne est dynamique, puissante et très spécialisée : céréales (blé et orge dans l'Yonne et la Côte-d'Or, maïs), betteraves à sucre, oléagineux (colza, tournesol), élevage bovin (Charolais, Brionnais, Morvan, Nivernais), élevage ovin (Charolais), élevage de volailles (Bresse bourguignonne), viticulture (Chablis, Côtes de Beaune, de Nuits, Hautes-Côtes, Côte Chalonnaise, Mâconnais, Beaujolais). La sylviculture est principalement implantée dans le Morvan.
L'industrie, qui s'est développée dès le XIXe siècle (charbon de Montceau-les-Mines, sidérurgie du Creusot, mines de La Machine), a connu un nouvel essor après 1945, particulièrement dans la vallée de la Saône (Mâcon, Chalon-sur-Saône), à Dijon et dans l'Yonne, mais n'a pas été épargnée par la crise. En revanche, le nord de la région, pauvre en grandes entreprises, a profité de l'installation d'industries moins lourdes, plus diversifiées et moins vulnérables : parachimie, industrie pharmaceutique, électronique, plasturgie, papeterie, industries mécaniques et automobiles, agroalimentaire. Enfin, le commerce extérieur et le tourisme (gastronomie, histoire, culture, tourisme vert dans le parc naturel du Morvan, tourisme fluvial, thermalisme et tourisme industriel) fournissent à la région d'appréciables ressources complémentaires.

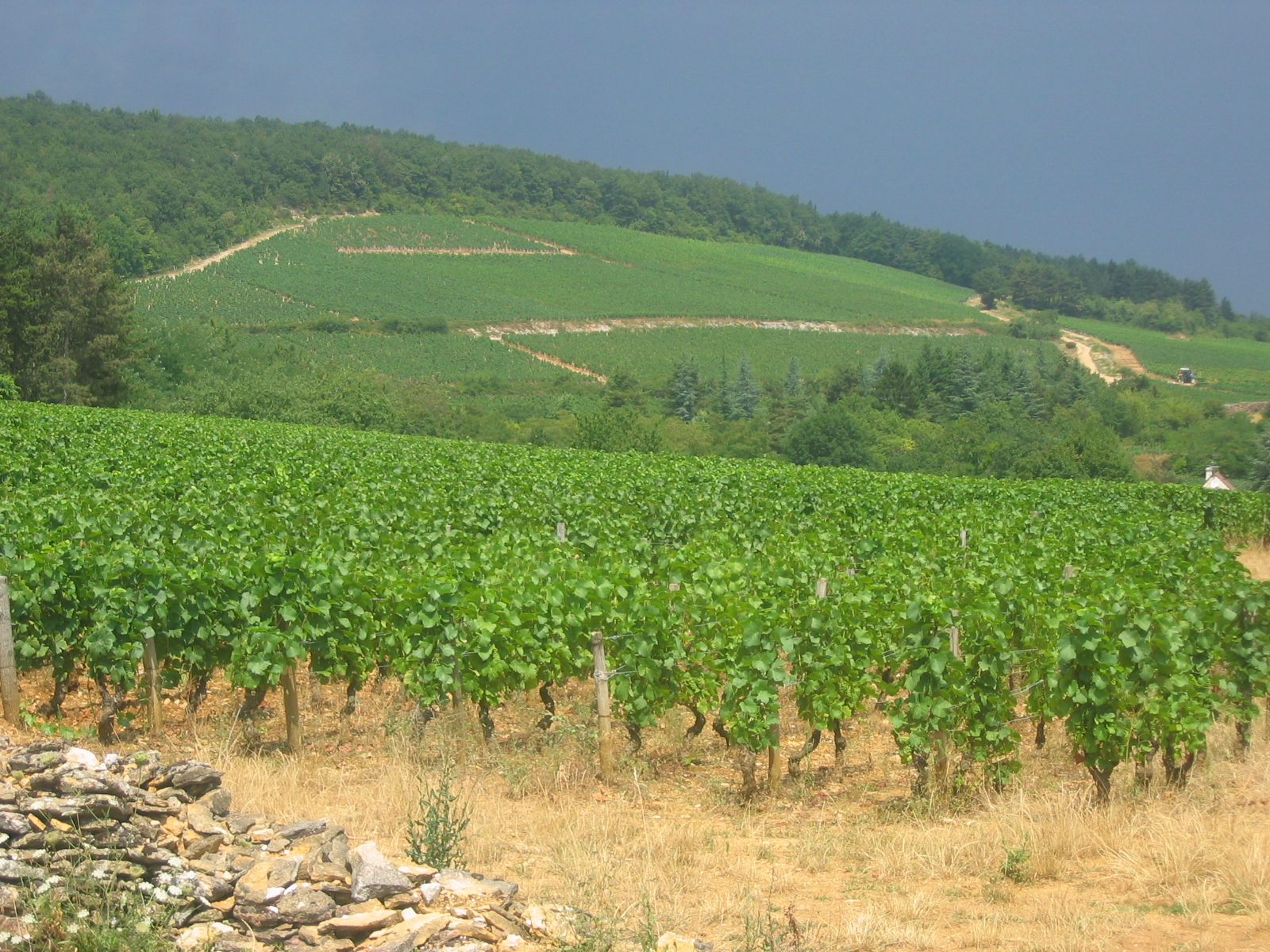
Vignoble bourguignon (Fixin, Côte-d'Or)

## Statistiques
- Source : L’état des régions françaises 2004, Paris, La Découverte, 2004
  - PIB en 2002 (euros) : 36,4 milliards
  - PIB par habitant (2003) : 23 880 euros
  - Taux de chômage (décembre 2003) : 8,5 %
  - Population active : 643 000
  - Répartition de la population active par secteur :
    - Secteur primaire : 6 % pour 6,1 % du PIB
    - Secteur secondaire : 26,8 % pour 26 % du PIB
    - Secteur tertiaire : 67,2 % pour 68 % du PIB

  - Exportations : 7,7 milliards d'euros (2003)
  - Importations : 4,9 milliards d'euros (2003)

## Entreprises installées en Bourgogne
- Aluminium France Extrusion (métallurgie) à Saint-Florentin
- Berner outillage et quincaillerie industrielle à Saint-Julien-du-Sault
- Ugine Gueugnon (métallurgie)
- Groupe Schiever (distribution)
- Senoble (alimentation)
- Mazagran Services (services)
- Groupe Fournier (pharmacie)
- Dim (textile)
- Belvédère (boissons)
- Prysmian cables et systèmes (matériel)
- Algeco (location)
- HMY investissements (métallurgie)
- Amora Maille (alimentation) à Chevigny-Saint-Sauveur
- Urgo (pharmacie)
- Freudenberg (automobile)
- Kodak (chimie)
- Metso mineral (mécanique)
- Nestlé (agroalimentaire)
- Saint-Gobain (conditionnement)
- Tournus Equipement (équipement de cuisines professionnelles) à Tournus
- Pinette PEI (machines-outils) à Chalon-sur-Saône
- Michelin (pneumatique)
- Pneus Laurent (pneumatique)
- Seb (électroménager)
- Areva NP (métallurgie)
- Thermodyn (mécanique)
- Sagem Défense Sécurité (armement)
- Actaris (compteurs)
- FMC Technologies (équipements hydrocarbures)
- Tétrapack (emballage)
- Look (plasturgie)
- Valéo (automobile)
- Benteler Automotive (automobile)
- Eckes Granini (alimentation)
- Bigard (alimentation)
- LDC Bourgogne (alimentation)
- Sicavyl (alimentation)
- Foulon-Sopagly (alimentation)
- Dijon Céréales (alimentation)
- Yoplait (alimentation)
- Régilait (alimentation)
- EDC/Kühne (alimentation)
- Titanobel (explosifs)
- Davey Bickford (explosifs)
- CEA (chimie)
- Aubert et Duval Tecphy (métallurgie)
- industeel  Creusot (métallurgie)
- Aperam Alloys Imphy (métallurgie)
- Schneider Electric Energy (électrique)
- FPT (équipements, sous-traitance)
- Alstom Transport (ferroviaire)
- Fruehauf (automobile)
- JTEKT (automobile)
- Vendôme (pharmacie)
- Merck (pharmacie)
- Sanofi (pharmacie)
- Macors (pharmacie)
- Essilor (optique)
- Eurogerm (alimentation)
- Fournée Dorée (alimentation)
- Groupe Norac (alimentation)
- Jacquet 2000 (alimentation)
- Refresco (alimentation)